# Alima
Alima – rzeka w środkowej Afryce, prawy dopływ środkowego biegu rzeki Kongo. W całości przepływa przez państwo Kongo. Źródła znajdują się przy granicy z Gabonem. Rzeka wpadając do Konga tworzy dużą, podmokłą deltę.
Zlewnia rzeki obejmuje ok. 30 000 km². Średni przepływ ok. 586 m³/s. Spadek 177 m.

## Historia
Bieg rzeki badał Pierre Savorgnan de Brazza w czasie wypraw 1875–1885. Odkrył on w 1878, że źródła rzeki leżą tylko kilka kilometrów od źródeł rzeki M'Passa, odpływu Ogowe. Jednak wrogie nastawienie tubylców (Apforou), nie pozwoliło mu podążyć nurtem rzeki. W XIX wieku rzeka była bardzo ważnym szlakiem handlowym. W porze suchej spławiano nią od 20 do 40 ton ładunków dziennie – głównie manioku, uprawianego nad rzeką w dużej ilości.